# Bennie Green
Bennie Green (født 16. april 1923 i Chicago, Illinois død 23. marts 1977 i San Diego, Californien, USA) var en amerikansk jazztrombonist.
Green kom frem med bl.a. Earl Hines orkester i begyndelsen af 1950´erne. Han var senere leder af sine egne grupper, og spillede som sideman hos f.eks. Count Basie, Duke Ellington, Miles Davis, Sonny Stitt, Kai Winding, Jo Jones, Booker Ervin og George Benson. Green var inspireret af J.J. Johnson, og hans stil var en blanding af swing og soul påvirkning.

## Udvalgt diskografi
- Bennie Blows His Horn (1955)
- Bennie Green with Art Farmer (1956)
- Blow Your Horn (1956)
- Walking Down (1956)
- Back on the Scene (1958)
- Soul Stirrin' (1958)
- The 45 Session (1958)
- The Swingin'est (1959)
- Walkin' and Talkin (1959)
- Bennie Green Swings the Blues (1960)
- Glidin' Along (1961)
- Hornful of Soul (1961)
- Basie Rides Again (1961)- med Count Basie
- The George Benson Cookbook (1967) - med george Benson
- Booker 'n' Brass (1967) - Booker Ervin
- Miles Davis, Blue Period (1953) - med Miles Davis
- Miles Davis and Horns (1956) - med Miles Davis
- Second Sacred Concert (1968) - med Duke Ellington
- Up in Duke's Workshop (1979) - med Duke Ellington
- The Jo Jones Special (1955) - med Jo Jones
- My Main Man (1964) - med Sonny Stitt
- Kai and Jay, Bennie Green with Strings (1956) med Kai Winding og J. J. Johnson